# Нордхаштедт
Нордхаштедт (нем. Nordhastedt) — община в Германии, в земле Шлезвиг-Гольштейн. 
Входит в состав района Дитмаршен. Подчиняется управлению КЛьГ Хайде-Ланд.  Население составляет 2747 человек (на 31 декабря 2010 года). Занимает площадь 26,56 км².
Коммуна подразделяется на 3 сельских округа.